# OK저축은행
OK저축은행(OK Savings Bank)은 2014년 7월 러시앤캐시가 가교저축은행이었던 예주저축은행과 예나래저축은행을 인수하여 출범시킨 저축은행이다. "OK저축은행"에서 "OK"를 따와 오른쪽으로 90° 돌리면 "읏" 모양이 된다. 그래서 OK저축은행 마스코트인 읏맨이 있다. 이걸로 유튜브 광고에 옛날이야기, 돈 관련 사건들, 읏맨이 합쳐져 새로운 이야기가 가끔씩 나온다.

## 역사
- 2013년 2월 예주저축은행 법인설립
- 2014년 7월 아프로서비스그룹대부와 에이앤피파이낸셜대부의 예주저축은행과 예나래저축은행 인수 금융위원회 승인
- 2014년 7월 OK저축은행 출범
- 2014년 11월 OK저축은행과 OK2저축은행 합병

## 영업점
- 영업부: 서울특별시 중구 세종대로 39, 대한서울상공회의소 10층
- 선릉지점: 서울특별시 강남구 테헤란로 403, 리치타워 2층
- 잠실지점: 서울특별시 송파구 백제고분로 364, 대신빌딩 1층
- 이수지점: 서울특별시 동작구 동작대로 137, JH타워 2층, 3층
- 강남지점: 서울특별시 강남구 강남대로 310, 유니온센터오피스텔 1층 102호
- 서울역출장소: 서울특별시 용산구 한강대로 403, 2층, 4층
- 노원지점: 서울특별시 노원구 노해로 459, 메가빌딩 2층
- 분당지점: 경기도 성남시 분당구 황새울로 348, 세현복합빌딩 2층
- 일산지점: 경기도 고양시 일산서구 강선로 49, BYC 일산비스타사옥 2층
- 인천구월지점: 인천광역시 남동구 인하로 507번길 4, 한성빌딩 4층, 6층
- 평촌지점: 경기도 안양시 동안구 시민대로 214, 다우타운빌딩 2층
- 수원지점: 경기도 수원시 팔달구 권광로 199, 세영빌딩 2층
- 안산지점: 경기도 안산시 상록구 용신로 394, 서해프라자 3층
- 대전중앙지점: 대전광역시 중구 대종로 540, 유안타증권빌딩 6층
- 광주지점: 광주광역시 서구 상무평화로 79, 팔복빌딩 2층